# Iskandar của Johor
Baginda Al-Mutawakkil Alallah Sultan Iskandar Ibni Almarhum Sultan Ismail Al-Khalidi[γ][δ] (8 tháng 4 năm 1932 – 22 tháng 1 năm 2010) trở thành sultan thứ 24 của Johor [ε] khi cha ông là Sultan Ismail từ trần vào ngày 10 tháng 5 năm 1981. Ông là Yang di-Pertuan Agong (quốc vương liên bang) của Malaysia từ ngày 26 tháng 4 năm 1984 đến ngày 25 tháng 4 năm 1989. Sultan Iskandar tại vị trong gần 29 năm, kết thúc khi ông từ trần vào tháng 1 năm 2010, kế vị ông là con trai cả, Sultan Ibrahim Ismail.
Giống như ông nội của mình là Sultan Ibrahim, khuynh hướng tư duy độc lập của Sultan Iskandar khiến ông nhiều lần quan hệ căng thẳng với chính phủ liên bang Malaysia. Điều này tăng cường trong thời gian ông là Yang di-Pertuan Agong, do đó có một số sự kiện công cộng nổi bật có liên quan đến Sultan Iskandar. Tuy thế, Sultan Iskandar có danh tiếng là quan tâm lớn đến các thần dân của mình, và được nhiều thần dân kính trọng cao độ, đặc biệt là trong cộng đồng người Mã Lai và Orang Asli.
Sultan Iskandar được cho là một người kiên định giữ kỷ luật, thỉnh thoảng sẵn sàng phát biểu ý kiến cá nhân về các vấn đề chính phủ. Trên phương diện cá nhân, các thần dân có tiếp xúc cá nhân với Sultan trong những năm sau mô tả ông là một người có tính cách nồng hậu và hào phóng. Tuy nhiên, những nhà phê bình cũng cho rằng Sultan Iskandar là một cá nhân bị rối loạn về tính khí. Những tuyên bố này được đưa ra dựa trên trích dẫn hồ sơ về các sự kiện tai tiếng của ông, bao gồm việc bị cha tước quyền thừa kế khi là Mahkota (Thế tử) vào năm 1961, cũng như một loạt hành động tội phạm bị cáo buộc diễn ra từ thập niên 1970 đến 1990, chúng được công bố trên truyền thông và kích động sự phẫn nộ về đạo đức lan rộng trong công chúng Malaysia.
Khi còn là một vương tử, thành viên vương tộc Mã Lai Iskandar thường được gọi bằng tên đầu tiên của mình là "Mahmud"[γ] hoặc bằng tên đầy đủ là "Mahmud Iskandar". Ông hầu như không tiếp tục sử dụng tên thứ nhất của mình sau khi trở thành Sultan vào năm 1981,[ζ] song một số người vẫn thỉnh thoảng gọi ông bằng tên đầy đủ.

## Đầu đời
Sultan Iskandar (gọi là Mahmud Iskandar[γ] đến năm 1981) là con trai thứ ba của Sultan Ismail ibni Sultan Ibrahim với Sultanah Ungku Tun Aminah binti Ungku Paduka Bena Sri Maharaja Utama Ahmad, ông sinh ngày 8 tháng 4 năm 1932 tại Istana Semayam, Johor Bahru. (Hai anh trai của ông chết yểu.) Mahmud tiếp nhận giáo dục bậc tiểu học và trung học tại Trường Tiểu học Ngee Heng và Học viện Anh ngữ Johore Bahru (nay là Maktab Sultan Abu Bakar) tại Johor Bahru. Năm 1952, ông được phái đến Úc để theo học giáo dục bậc đại học tại Trường Trinity Grammar. Sau khi tốt nghiệp vào năm 1953, Mahmud đến đảo Wight tại Anh Quốc, tại đây ông nhập học Trường Upper Chine trong ba năm. Sau khi hoàn thành việc học tập, Mahmud trở về Malaysia vào năm 1956 và phục vụ trong một thời gian ngắn với thân phận viên chức thực tập tại Cơ quan công vụ Johor, phụ trách các công việc các sở công vụ huyện, đất và ngân khố cho đến khi được phong làm Mahkota của Johor trong tháng 5 năm 1959.
Năm 1956, Mahmud kết hôn với Josephine Trevorrow, một người đến từ Cornwall, Anh Quốc, sau đó có bốn con với bà, trong đó có Thế tử Ibrahim Ismail. Hôn nhân kết thúc bằng ly dị vào năm 1962. Ông tái hôn vào năm 1961 – không lâu trước khi ly dị với Trevorrow, với Tengku Zanariah đến từ vương tộc Kelantan. Tengku Zanariah có sáu con với Sultan. Nhà phân tích Kate Wharton nhận thấy rằng bất kỳ đề cập thành văn nào đến liên kết của Trevorrow với Sultan Iskandar bị loại bỏ cẩn thận trong toàn bộ các tiểu sử chính thức.
Mahmud được Sultan Ismail phong làm Mahkota của Johor từ năm 1959 đến năm 1961, và Raja Muda từ năm 1966 đến năm 1981. Ngày 29 tháng 4 năm 1981, ông bị cải phong làm Mahkota không lâu trước khi cha từ trần.

## Sultan của Johor
Ngày 10 tháng 5 năm 1981, Mahmud được phong làm người Nhiếp chính của Johor sau khi cha ông từ trần, và tuyên thệ nhậm chức Sultan một ngày sau đó, không lâu sau khi mai táng cha ông. Em trai của ông là Abdul Rahman (Mahkota của Johor) được phong làm Bendahara của Johor, ông ta giữ chức vụ này cho đến khi từ trần vào năm 1989. Ngày 12 tháng 12 cùng năm, Sultan Iskandar được bổ nhiệm làm hiệu trưởng danh dự của Đại học Công nghệ Malaysia. Ông không tổ chức lễ đăng quang riêng như các sultan trước đó của Johor.
Theo chế độ quân chủ tuyển cử của Malaysia, Sultan Iskandar được hội đồng các quân chủ bầu làm Yang Di-Pertuan Agong mới vào ngày 9 tháng 2 năm 1984, trước khi người tiền nhiệm mãn hạn phục vụ vào ngày 26 tháng 4 năm 1984. Ông kế nhiệm Sultan của Pahang làm Yang-Di Pertuan Agong vào ngày 26 tháng 4. Một lễ phong chức được tổ chức không lâu sau đó, trong buổi lễ ông mặc trang phục truyền thống của Agong, chính thức nhậm chức. Sultan Iskandar phục vụ với tư cách là Yang-Di Pertuan Agong cho đến năm 1989, kế vị ông là Sultan của Perak. Với tư cách là Yang di-Pertuan Agong, theo các điều khoản hiến pháp Sultan Iskandar đương nhiên được bổ nhiệm làm Tư lệnh tối cao của Lực lượng Vũ trang Malaysia, giữ cấp bậc Nguyên soái Không quân, Thủy sư đô đốc Hải quân và Nguyên soái Lục quân.
Ngày 8 tháng 4 năm 2006, Sultan phong cháu nội là Ismail Ibrahim (con của thế tử) làm Raja Muda trong một nghi thức thụ chức kế hợp với kỷ niệm sinh nhật của ông. Việc được trao tước Raja Muda biểu thị rằng Ismail xếp vị trí thứ ba trong thứ tự kế thừa vương vị Johor.

### Quốc vụ
Sultan Iskandar tổ chức các sự kiện tại gia mở thường niên trong tư dinh Istana Bukit Serene của mình hoặc tại Istana Besar. Vào những ngày này, Sultan và con trai cả là Mahkota, tổ chức các phiên họp đặc biệt mà nhờ đó người Johor dành sự kính trọng đối với ông. Sultan cũng ban các phần thưởng danh dự cho các cá nhân Malaysia ưu tú trong sinh nhật của ông. Chính phủ Johor công bố ngày 8 tháng 4 là ngày nghỉ lễ công cộng cấp bang nhằm đánh dấu sinh nhật của ông.
Không lâu trước khi trở thành Agong vào tháng 4 năm 1984, Sultan Iskandar đưa ra một đề xuất gọi người Orang Asli là "Bumiputera Asli" (theo nghĩa đen là Những con dân bản địa). Đề xuất này bắt nguồn từ việc Sultan Iskandar cho rằng người Orang Asli duy trì một đặc tính riêng biệt so với người Mã Lai khi đa số họ không phải là người Hồi giáo. Đề xuất sau đó bị hủy bỏ, và chính phủ sau đó tiến hành các nỗ lực nhằm đồng hóa người Orang Asli với dòng chủ lưu của xã hội Mã Lai. Sau khi nhậm chức Yang di-Pertuan Agong, ông quyên góp lương của Agong cho các quỹ học bổng khác nhau vốn dành cho người Malaysia thuộc mọi chủng tộc.

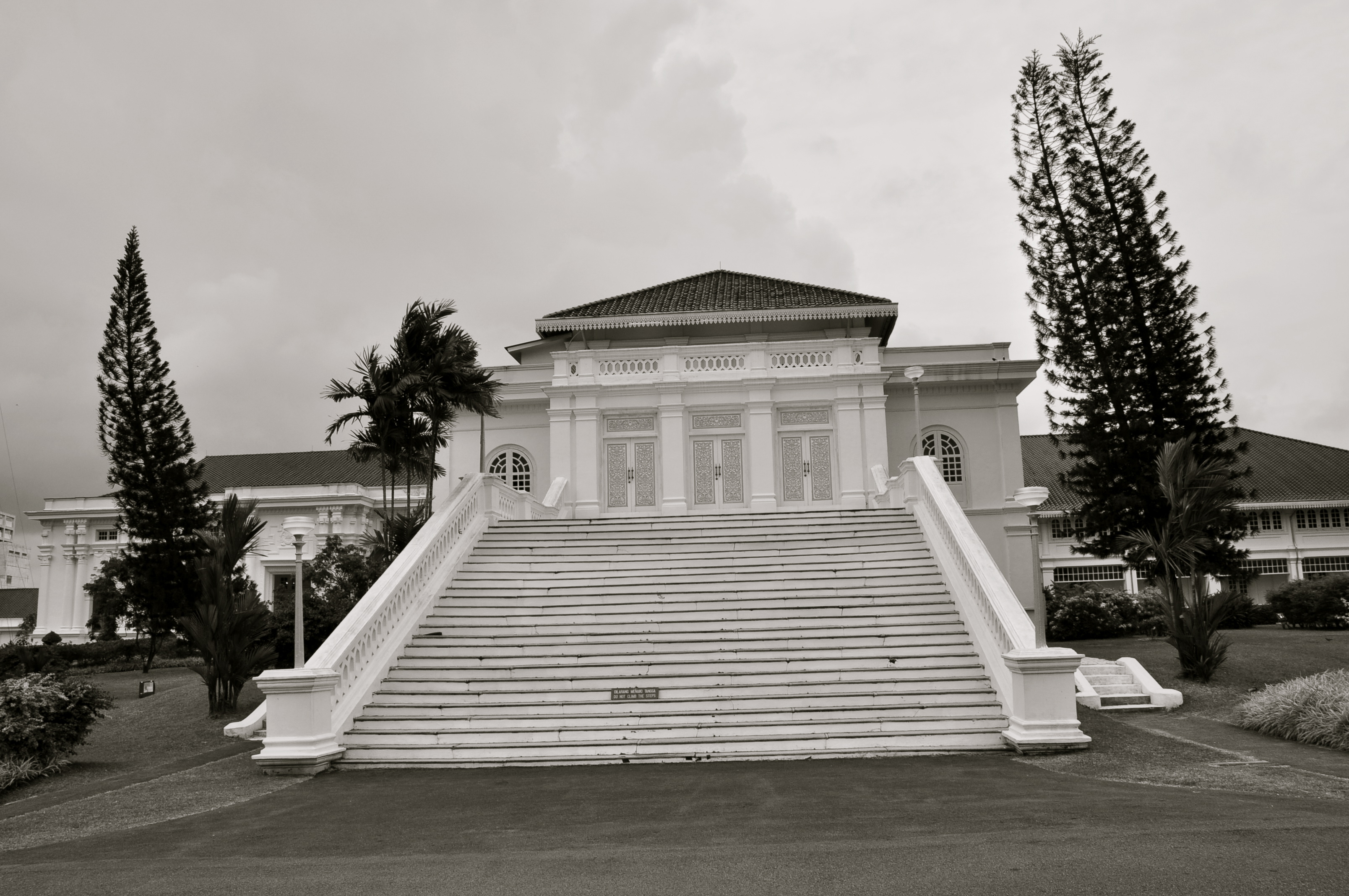
Bậc lên đại sảnh của Istana Besar, Johor Bahru

Năm 2007, Sultan Iskandar ban một chiếu chỉ mà theo đó chỉ cho phép các dinh thự và tài sản do Sultan và Mahkota sở hữu được gọi là Istana, trong khi các tài sản thuộc về các thành viên khác trong vương tộc được gọi là "Kediaman". Thuật ngữ "Istana" và "Kediaman" được dịch thành "Cung điện" và "Dinh thự". Đến tháng 12, Sultan Iskandar tán thành chính phủ bang đăng công báo một dự luật mà theo đó cấm người Hồi giáo trong bang luyện tập Yoga, dẫn rằng các yếu tố Ấn Độ giáo trong việc luyện tập Yoga đi ngược lại giáo lý Hồi giáo. Thỉnh cầu về sự tán thành của Sultan đến từ hội đồng tôn giáo bang, tổ chức này hành động theo chỉ thị của Hội đồng Fatwa Quốc gia.

### Quan hệ đối ngoại
Từ khi đăng cơ, Sultan Iskandar cổ vũ quan hệ láng giềng mật thiết đặc biệt với Singapore, bằng cách phát triển quan hệ cá nhân với các nhà lãnh đạo hàng đầu của Singapore. Các con trai của ông cũng tiến hành điều này. Tường thuật của truyền thông nêu bật tiếp đón đặc biệt nồng nhiệt mà lãnh đạo hai bên nhận được khi công du tại các lãnh địa của nhau, đặc biệt là trong tháng 7 năm 1988, khi chuyến đi của Sultan Iskandar đến Singapore đánh dấu chuyến thăm chính thức đầu tiên của một Yang di-Pertuan Agong đến Singapore từ năm 1957.
- 1988: Phó Thủ tướng Singapore đương nhiệm Ngô Tác Đống nhận tước Dato' Paduka Mahkota Johor (Kehormat) từ Sultan Iskandar[53]
- 2007: Sultan Iskandar được tặng Honorary Master Parachutist Wing bởi Bộ trưởng Quốc phòng Singapore Trương Chí Hiền[54]
- 2007: Được Đại học Quốc gia Singapore phong làm Tiến sĩ luật danh dự.[54]

Quan hệ với Singapore đi xuống sau khi Tòa án Công lý Quốc tế phán quyết ủng hộ Singapore sau một cuộc chiến pháp lý về chủ quyền Pedra Branca. Tại kỳ họp khai mạc của Hội đồng lập pháp bang Johor khóa 12 vào năm 2008, Sultan nêu lập trường của ông về chủ quyền của Malaysia đối với Pedra Branca, và thề tìm kiếm các giải pháp pháp lý để thu hồi chủ quyền đối với đảo.
Sultan Iskandar cũng thúc đẩy một quan hệ khá mật thiết với Sultan Hassanal Bolkiah của Brunei, đặc biệt là trong thời gian ông là Yang Di-Pertuan Agong. Năm 2006, họ lại gặp nhau công khai sau khi Sultan Hassanal Bolkiah thực hiện chuyến thăm cấp quốc gia đến Johor để biểu thị sự quan tâm của ông ta đến Khu vực Phát triển Iskandar.

## Tranh luận

### Kế vị
Trước khi trở thành Sultan hoặc Agong, và thậm chí là trong thập niên 1980 và đầu thập niên 1990, danh tiếng của Mahmud ít nhiều bị hư hỏng do một số sự kiện gây tranh luận, chúng được truyền thông quan tâm thường xuyên. Một trong những sự cố sớm nhất này là việc ông bị mất vị thế Mahkota vào năm 1961 – vị trí mà cha ông là Sultan Ismail phong cho ông vào hai năm trước, với lý do được cho là hành vi không thích hợp sau khi các tường trình mật cáo buộc ông tống giam một cảnh sát đến tai Sultan. Em của Iskandar là Abdul Rahman (Mahkota của Johor) được phong làm Mahkota. Tuy vậy, đến năm 1966, Iskandar được phong làm Raja Muda, điều này khiến ông đứng thứ hai trong thứ tự kế vị. Tháng 4 năm 1981, Mahmud bị cải phong là Mahkota không lâu trước khi cha ông từ trần vào tháng sau, sau đó ông nhậm chức Sultan của Johor, theo lệnh của cha.
Tuy nhiên, một số nhân chứng không thừa nhận tính hợp pháp, lập luận rằng Sultan Ismail đã rơi vào hôn mê tại thời điểm ông được phong làm người Nhiếp chính. Hồ sơ chỉ ra rằng Sultan Ismail rơi vào hôn mê vào ngày 8 tháng 5, ba ngày trước khi từ trần. Quan hệ giữa Sultan Iskandar với Menteri Besar (thủ tướng) Johor là Othman Saat xấu đi do tính hợp pháp của việc Iskandar đăng cơ, điều này dẫn đến một sự cố mà trong đó Sultan lệnh cho Menteri Besar bỏ trống văn phòng của mình trong 24 giờ, không lâu sau khi Sultan Ismail từ trần, dẫn lý do là ông cần không gian văn phòng này. Menteri Besar tuân lệnh, song Sultan không di chuyển đến văn phòng như ông nói. Năm sau, Othman Saat từ chức Menteri Besar.

### Cáo buộc hành vi tội phạm
Năm 1972, Mahmud bị buộc tội gây ra cuộc tấn công bằng chùy nhằm vào hai người đã vượt xe của ông và bị kết án vào năm sau. Một năm sau, các tường thuật cũng đưa ra ánh sáng một cuộc tấn công tương tự khác nhằm vào một cặp đôi trẻ tuổi, khi Iskandar cùng với vệ sĩ của ông tấn công họ bằng hóa chất và một chiếc chùy sau khi ông bị mạo phạm. Sự cố bị cáo buộc khác diễn ra vào khoảng thời gian này khi Mahmud xích hai cảnh sát viên trong một cũi chó trong một ngày sau khi ông bị chọc tức.
5 năm sau đó, Mahmud bị cáo buộc và kết án ngộ sát sau khi bắn và sát hại một người gần máy bay trực thăng cá nhân của ông vì cho rằng đó là một người buôn lậu. Trong hai vụ tố tụng, cha ông là Sultan Ismail can thiệp và ban ân xá chính thức cho Mahmud. Tương tự, con trai cả của ông là Ibrahim Ismail, bị kết án trong thập niên 1980 về việc bắn chết một người trong một câu lạc bộ đêm do thù hận, song nhanh chóng được ân xá.
Năm 1987, Sultan Iskandar bị cáo buộc gây ra cái chết của một golf caddy tại Cameron Highlands bằng cách hành hung, sau một sự cố mà trong đó golf caddy cười khi Sultan đánh trượt một lỗ. Thủ tướng đầu tiên của Malaysia là Abdul Rahman chỉ ra rằng Sultan (đương thời là Agong) không thể bị truy tố do các quân chủ được miễn truy tố, song lên án các hành động của Sultan Iskandar vào đương thời. Sự việc được cho qua mà không có nhiều quan tâm của công chúng. Anh/em trai của caddy – người cũng bị thương trong sự cố, trở nên đau buồn do những điều mình trông thấy, sau đó phát điên tại Kuala Lumpur và bị cách ly trong một bệnh viện tâm thần.

### Sự cố Gomez

#### Hành hung
Năm 1992, Sultan và con trai là Abdul Majid Idris tham gia hai vụ việc hành hung riêng rẽ nhằm vào các huấn luyện viên khúc côn cầu, lên đến cực độ bằng việc tước quyền miễn truy tố của các quân chủ. Hai vụ việc trở thành tin tức hàng đầu trên truyền thông địa phương và quốc tế, được gọi là "Sự cố Gomez". Sự cố phát sinh vào ngày 10 tháng 7 năm 1992, khi con trai thứ nhì của Sultan Iskandar là Bendahara-Abdul Majid Idris, mất bình tĩnh trong một trận đấu khúc côn cầu với đội tuyển khúc côn cầu Perak sau khi Perak chiến thắng bằng một cú đánh penalty, và hành hung thủ môn của Perak là Mohamed Jaafar Mohamed Vello. Thủ môn của Perak sau đó gửi một tường trình cho cảnh sát vào ngày 30 tháng 7. Sự cố được công chúng chú ý, đặc biệt là khi vấn đề được thảo luận tại nghị viện. Sự cố khiến Liên đoàn Khúc côn cầu Malaysia ban hành quyết định cấm Majid tham gia thi đấu trong 5 năm sau điều tra. Majid sau đó bị buộc tội hành hung vào tháng 1 năm 1993, chánh án tuyên phạt vương tử 1 năm tù giam, phạt 2000 RM. Vương tử được phóng thích nhờ bảo lãnh, những lời buộc tội sau đó được bỏ qua dựa trên cơ sở miễn tố, là điều vẫn được áp dụng vào thời điểm đó.
Sultan phản ứng trước lệnh cấm bằng cách gây áp lực cho nhà cầm quyền trong bang để thi hành cách ly các đội tuyển khúc côn cầu Johor khỏi toàn bộ các giải đấu quốc gia. Trong tháng 11 năm 1992, huấn luyện viên của đội tuyển khúc côn cầu sân cỏ Maktab Sultan Abu Bakar là Douglas Gomez biểu thị sự bất mãn của mình về việc bị Giám đốc Bộ Giáo dục Johor yêu cầu rút khỏi trận bán kết khúc côn cầu quốc gia. Sự cố thu hút sự chú ý của Sultan, ông triệu Gomez đến Istana Bukit Serene, tại đây Gomez bị khiển trách và hành hung. Sau khi gặp Sultan, Gomez phải điều trị phần mặt và bụng của mình. Sau đó ông nộp một tường trình cho cảnh sát chống Sultan về tội hành hung. Gomez nói thêm rằng các vệ sĩ của Sultan, các thành viên của Lực lượng quân sự Johor, chỉ là những người chứng kiến, và rằng Sultan là người duy nhất chịu trách nhiệm cho những tổn thương.

#### Phản ứng
Sự cố hành hung khiến công chúng phản đối kịch liệt, điều này gây áp lực lên mọi cấp của chính phủ phải điều tra sự việc. Trong những tháng cuối của năm 1992, và những tháng đầu của năm 1993, có hàng chục bài báo đề cập đến các hành vi bất lương của các vương tộc tại một số bang, song đặc biệt là bản thân Sultan Iskandar. Sultan Iskandar trở thành tâm điểm bị phản đối dù nhiều hành động tội phạm được báo chí liệt kê liên quan đến các thành viên khác trong vương tộc.
Sự chỉ trích mãnh liệt vốn được báo chí kích thích này thúc đẩy các nghị viên của Dewan Rakyat (Hạ nghị viện) triệu tập một phiên họp đặc biệt vào ngày 10 tháng 12 năm 1992. Toàn bộ 96 nghị viện hiện diện thông qua một nghị quyết nhất trí, theo đó yêu cầu có hành động để kiềm chế quyền hạn của các quân chủ nếu cần thiết. Trong phiên họp đặc biệt, các nghị viên vạch trần các hồ sơ tội phạm trong quá khứ của Sultan Iskandar và hai con trai của ông, ba người họ đều dính líu đến tổng cộng ít nhất là 23 vụ hành hung và ngộ sát, năm trong số đó là các vụ việc có dính líu đến Sultan sau năm 1981, hai vụ việc của Mahkota và ba vụ việc của Bendahara.
Một dự luật lần lượt được cả Dewan Rakyat và Dewan Negara (Thượng nghị viện) thông qua vào ngày 19 và 20 tháng 1 năm 1993. Dự luật đề xuất loại bỏ miễn trừ pháp lý được sáu trong số chín sultan tán thành, song, ba vị phản đối gay gắt, hai trong số đó là Ismail Petra, Sultan của Kelantan và bản thân Sultan Iskandar. Sultan Iskandar đưa ra các sáng kiến nhằm giành thêm sự ủng hộ của giới vương tộc nhằm ngăn thi hành dự luật được đề xuất. Dự luật đề xuất tước quyền miễn trừ pháp lý đối với các quân chủ và các thành viên vương tộc, điều này sẽ khiến họ bị khởi tố theo luật trong bất kỳ trường hợp sai phạm hình sự được chứng minh.
Sultan Iskandar tổ chức một cuộc tập hợp bên ngoài cung điện với mục đích thu hút sự ủng hộ của công chúng nhằm ngăn thi hành dự luật. Tuy nhiên, điều này bị hủy bỏ sau áp lực mãnh liệt từ chính phủ. Một tường thuật được thực hiện trong cuộc tập hợp dẫn lời Sultan Iskandar kêu gọi tất cả công chức dân sự địa phương tẩy chay các nhiệm vụ cấp bang và liên bang để thể hiện ủng hộ đề nghị của ông. Trong khi đó, chính phủ liên bang tiếp tục áp lực lên các quân chủ để phê chuẩn dự luật, và họ thành công sau vài lần sửa chữa dự luật. Sau đó, dự luật đề xuất được ghi vào Hiến pháp Liên bang trong tháng 3 năm 1993.
Dự luật cho phép truy tố các quân chủ vi phạm pháp luật, trong khi Đạo luật Phản loạn năm 1948 cũng được sửa đổi để cho phép chỉ trích công khai các quân chủ. Một tòa án đặc biệt được thiết lập nhằm khởi tố các quân chủ và các thành viên gần gũi trong các vương tộc.

#### Hậu quả

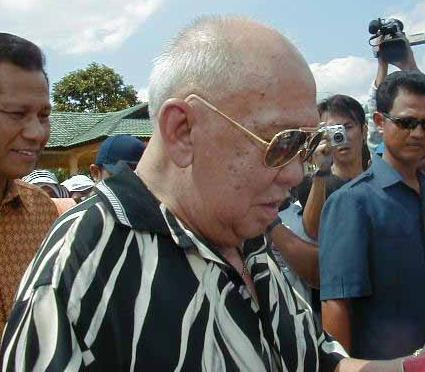
Sultan Iskandar trong Lễ hội Diều quốc tế Pasir Gudang lần thứ 9, năm 2004

Sultan Iskandar và các thành viên trong gia đình ông không bị khởi tố vì các hành vi vi phạm pháp luật của họ trong quá khứ do miễn trừ pháp lý với họ vẫn được áp dụng khi sự việc xảy ra. Tuy thế, không lâu sau đó, Sultan Iskandar được thúc giục tiến hành các bước đi nhằm khôi phục hình ảnh của ông trước công chúng, vốn ít nhiều xấu đi do sự cố. Trong một bài phát biểu trước công chúng ngay sau đó, Sultan được nhận thấy là phần nào giảm bớt hình ảnh cứng rắn và dường như khiêm tốn hơn, khiến người Johor duy trì lòng trung thành với ông.
Sự cố Gomez cũng dẫn việc việc chính phủ liên bang rà soát và đề xuất vào tháng 8 năm 1993 về việc giải tán Lực lượng quân sự Johor (JMF). Tuy nhiên, dự luật giải tán JMF sau đó bị Quốc hội hủy bỏ.

### Chính trị
Không lâu trước khi được bầu làm Yang-Di Pertuan Agong vào năm 1983, trong chính giới lưu hành một loạt tường thuật cáo buộc Sultan Iskandar có ý định tiến hành đảo chính bằng cách ban bố tình trạng khẩn cấp để phế truất chính phủ, điều này đến tai Mahathir. Sultan được tường thuật là thúc đẩy quan hệ mật thiết với một số nhân vật quân sự chủ chốt. Chính phủ sau đó hành động để hạn chế các lỗ hổng hiến pháp và để giảm bớt quyền phủ quyết của quân chủ trong lập pháp, đỉnh cao là khủng hoảng hiến pháp vào cuối năm 1983. Tuy vậy, trong phát biểu nhậm chức Agong vào năm 1984, khoảng một tháng sau các sửa đổi hiến pháp được thông qua tại Quốc hội, Sultan Iskandar lên tiếng ủng hộ hiến pháp sửa đổi và cam kết hành động phù hợp với khuyến nghị của thủ tướng.
Một vụ bê bối ngoại giao giữa Anh Quốc và Malaysia bùng phát vào năm 1984, khi một số báo của Anh đưa tin về lễ đăng quang của Sultan Iskandar, với các tiêu đề như "Sát thủ làm vua" và "Vua là một sát thủ", khiến chính phủ Malaysia tức giận va yêu cầu xin lỗi từ chính phủ Anh. Chính phủ Anh từ chối xin lỗi nhân danh các báo, do đó gây căng thẳng giữa hai quốc gia. Hai tháng sau đó, vào tháng 6 năm 1984, Sultan Iskandar trong thân phận Agong, gây bất ngờ cho công chúng Malaysian khi công khai yêu cầu Phó Thủ tướng Musa Hitam tiến hành xin lỗi công khai trước toàn thể giáo đoàn hiện diện tại Thánh đường Quốc gia. Sultan Iskandar tức giận về những nhận xét của Musa trong khủng hoảng hiến pháp 1983, cho rằng chúng bất kính. Musa tuân theo yêu cầu của Agong và mạnh dạn tiến lên phía trước để tiến hành xin lỗi, được toàn thể giáo đoàn hoan nghênh bằng tràng vỗ tay như sấm. Sự kiện này được truyền trực tiếp trên Đài Phát thanh Malaysia (đài truyền hình đột ngột kết thúc giữa chừng), được nhiều khán giả cho là một hành động đối đầu của Agong để cảnh báo Musa.
Năm 1988, cũng với thân phận Yang-Di Pertuan Agong, Sultan Iskandar cách chức chủ tọa của Tòa án Liên bang là Salleh Abas trong khủng hoảng hiến pháp. Tuy nhiên, các nhà quan sát đề xuất về một quan hệ nồng nhiệt đặc biệt giữa Thủ tướng Mahathir Mohamad với Agong, cả hai đều có chung phẫn uất đối với chánh án Salleh Abas. Năm 1973, Iskandar bị kết tội hành hung và bị tuyên án sáu tháng tù giam, khi đó Salleh Abas là kiểm sát viên nhân dân. Với vai trò này, Salleh chống án lên chánh án Raja Azlan Shah, để tăng án phạt cho Iskandar. Tuy nhiên, cách thức mà Agong và Thủ tướng xử lý vấn đề gây tranh luận, bao gồm một tình tiết mà Agong từ chối tha thứ mặc dù Salleh sẵn sàng tiến hành xin lỗi Agong, song Agong từ chối.
Sultan Iskandar công khai kêu gọi ủng hộ chính phủ Abdullah Badawi vào tháng 10 năm 2006, điều này gây một khuấy động nhỏ trong những người ủng hộ của Mahathir, khi ông bình luận rằng "Mahathir nên hành động như một người hưu trí". Lời kêu gọi đến vào thời điểm loạt chỉ trích của Mahathir chống lại Abdullah đang trong thời kỳ mãnh liệt nhất. Sultan Islandar là quân chủ cấp bang đầu tiên công khai bảo vệ chính sách của chính phủ trong thời kỳ Mahathir chỉ trích chống chính phủ Abdullah. Tuy nhiên, các nguồn từ trước đó ghi nhận quan tâm của Sultan Iskandar với rạn nứt sâu sắc giữa Mahathir và Abdullah và đã yêu cầu được chụp hình cùng với hai nhà lãnh đạo trong lễ kỷ niệm 60 năm thành lập Tổ chức Dân tộc Mã Lai Thống nhất (UMNO) tại Johor Bahru.
Tháng 11 năm 2006, một khuấy động nhỏ khác bùng phát trong lễ khánh thành Khu vực Phát triển Iskandar, khi Sultan Iskandar phát biểu quan điểm của mình rằng đường đắp cao nối Johor và Singapore nên được loại bỏ để cho tàu đi qua và thúc đẩy sự phát triển của bang. Ông cũng bình luận rằng mọi người cần cảnh giác với toàn bộ người ngoại quốc do họ là những con "kền kền" và kêu gọi mọi người không xem trọng họ, trích dẫn bất mãn của bản thân rằng tổ tiên ông bị "lừa gạt" bởi các chiến thuật bẩn thỉu do những người thực dân sử dụng để xây đường đắp cao.

### Phong cách sinh hoạt
Trong thời gian làm Agong, Sultan Iskandar thường được công chúng thấy mang theo một khẩu súng ngắn tại cạp áo, điều này thu hút sự quan tâm và bực bội đáng kể từ công chúng Malaysia do lý lịch phạm pháp trong quá khứ của ông. Ông cũng nổi tiếng với lối sống khoa trương, điều này cũng thu hút các hoài nghi tương tự. Ông cũng được biết đến là một người say mê motor; các phim tài liệu về lòng ái quốc mô tả nổi bật Sultan Iskandar, đương thời là Agong, cưỡi một chiếc motor cảnh sát và sự xuất hiện khoa trương của ông trong một vài lễ kỷ niệm công cộng. Các phim tài liệu này bị công chúng Malaysia chỉ trích, họ cảm thấy rằng các đoạn phim truyền hình v Sultan Iskandar là không phù hợp với chủ đề và hình ảnh quốc gia.

## Sinh hoạt cá nhân
Khi còn là thanh niên, Mahmud đủ điều khiện trở thành một phi công, ông được đào tạo điều khiển các máy bay và trực thăng nhẹ và trung bình. Ông cũng có năng khiếu điều khiển motor, được tường thuật là sở hữu các kỹ năng tháo các bộ phận của một chiếc motor ra và sau đó lắp lại.
Sultan cũng nổi tiếng với sự say mê đối với nhiều môn thể thao ngoài trời, đặc biệt là golf. Trong những năm sau này, ông dành phần lớn thời gian rảnh của mình tại Câu lại bộ Royal Johor Country. Ngoài ra, ông cũng thường chơi quần vợt và bóng quần. Trong phạm vi riêng tư, Sultan Iskandar được gọi thân mật là "Moody", bắt nguồn từ tên đầu tiên của ông là "Mahmud." Con trai ông là Abdul Majid, kế thừa chú ý của ông đối với golf nghiệp dư và từng giữ chức Chủ tịch Hiệp hội Golf Malaysia.
Ngoài ra, ông giữ một bộ sưu tập lớn về các vật nuôi, đặc biệt là công, tại tổ hợp Istana Bukit Serene của mình. Khi còn là thanh niên, Iskandar cư trú tại Istana Bukit Coombe, nằm trên đỉnh Đồi Coombe Hill. Nó được xây dựng theo thiết kế kiến trúc Hà Lan, và sau được đổi tên thành Istana Bukit Iskandar. Cung điện sau đó bị phá hủy vào năm 1987, sáu năm sau khi Sultan Iskandar kế vị cha làm Sultan.

## Từ trần
Sultan Iskandar từ trần vào ngày 22 tháng 1 năm 2010 tại Bệnh viện Chuyên khoa Puteri sau khi nhập viện trong ngày. Ông từ trần khoảng 7.15  tối, đến 11.20 tối thì Menteri Besar của Johor là Abdul Ghani Othman chính thức công bố. Ông được an táng tại Lăng mộ vương tộc Mahmoodiah vào 2 giờ chiều ngày hôm sau. Trước đó, công chúng được phép viếng Sultan Iskandar từ sáng sớm.
Con trai ông là Mahkota Johor Ibrahim Ismail được tuyên bố là suntal kế tiếp của Johor cũng trong ngày 23 tháng 1.